# Kurkliai
Kurkliai is een plaats in de gemeente Anykščiai in het Litouwse district Utena. De plaats telt 474 inwoners (2001).